# Дьячков, Фёдор Васильевич
Фёдор Васи́льевич Дьячко́в (10 июня 1912, Ольховатка, Воронежская губерния — 24 января 1984, Россошь, Воронежская область) — гвардии старшина Рабоче-крестьянской Красной Армии, участник Великой Отечественной войны, Герой Советского Союза (1945).

## Биография
Фёдор Дьячков родился 8 июня 1912 года в селе Ольховатка (ныне — село в Верхнемамонском районе Воронежской области). Окончил неполную среднюю школу, после чего работал в колхозе. В октябре 1941 года Дьячков был призван на службу в Рабоче-крестьянскую Красную Армию. С апреля 1942 года — на фронтах Великой Отечественной войны. К январю 1945 года гвардии старшина Фёдор Дьячков был механиком-водителем танка 47-й гвардейской танковой бригады 9-го гвардейского танкового корпуса 2-й гвардейской танковой армии 1-го Белорусского фронта. Отличился во время освобождения Польши.
15-18 января 1945 года Дьячков принимал участие в освобождении городов Груец, Жирардув и Сохачев, уничтожив 20 автомашин, 1 самолёт на аэродроме, подавив огонь артиллерийской батареи противника.
Указом Президиума Верховного Совета СССР от 27 февраля 1945 года гвардии старшина Фёдор Дьячков был удостоен высокого звания Героя Советского Союза с вручением ордена Ленина и медали «Золотая Звезда».
В 1945 году Дьячков был демобилизован. Проживал в городе Россошь Воронежской области, работал механиком, затем директором Старокалитвенской машинно-тракторной станции. Скончался 24 января 1984 года.
Был также награждён орденом Красной Звезды и рядом медалей.